# Pāndhurna
Pāndhurna är en ort i Indien.   Den ligger i distriktet Chhindwāra och delstaten Madhya Pradesh, i den centrala delen av landet, 800 km söder om huvudstaden New Delhi. Pāndhurna ligger 470 meter över havet och antalet invånare är 43 630.
Terrängen runt Pāndhurna är platt. Runt Pāndhurna är det ganska tätbefolkat, med 139 invånare per kvadratkilometer. Pāndhurna är det största samhället i trakten. Trakten runt Pāndhurna består till största delen av jordbruksmark.